# 安妮公主炮台
安妮公主炮台，为直布罗陀的一个炮台，首建于1732年。该炮台得名于英国君主乔治二世的长女安妮长公主。该炮台为世界上仅存的5.25英寸高射炮炮台。